# Цианидин
Цианидин - природное органическое соединение, особый тип антоцианидина (версия гликозида, называемая антоцианами). Широко распространенный класс водорастворимых растительных соединений, ответственных за яркую окраску (красную, оранжевую, синюю) плодов и цветов. Этот полифенольный пигмент содержится во многих ягодах: чёрном и красном винограде, чернике, ежевике, голубике, вишне, аронии, клюкве, бузине, боярышнике, логановой ягоде, ягоде асаи и малине. Его также можно найти в овощах и фруктах: яблоках и сливе, краснокочанной капусте, красном луке.  Является мощным активатором сиртуина 6 (SIRT6).

## Биологическая активность
Обладает противораковой активностью, помогая в лечении различных видов рака, включая рак молочной железы, печени, легких, простаты и щитовидной железы. Благодаря своему природному происхождению и низкой токсичности, цианидин рассматривается как перспективное соединение для профилактики и лечения различных видов рака.
Рассматривается как потенциальное противовирусное средство широкого спектра действия. Обладает широким спектром противовирусного действия (подавляет размножение RSV, HSV-1, коронавирусов собак, SARS-CoV-2). Проявляет противовоспалительные и иммуномодулирующие свойства. 
Исследования показали, что цианидин может ослаблять кардиотоксичность, вызванную цисплатином (противоопухолевым препаратом). Цианидин также проявляет нефро- и нейропротекторные свойства при токсичности цисплатина. Рассматривается как перспективное соединение для снижения побочных эффектов химиотерапии. 

## Производные цианидина
- Антиринин (цианидин-3-рутинозид или 3-CR)
- Цианидин-3-ксилозилрутинозид
- Цианидин-3,4'-ди-O-β-глюкопиранозид
- Цианидин-4'-O-β-глюкозид
- Хризантемин (цианидин-3-О-глюкозид)
- Идеаин (цианидин-3-O-галактозид)
- Цианин (цианидин-3,5-О-диглюкозид)